# مارتن ليزال
مارتن ليزال (بالتشيكية: Martin Lejsal)‏ (16 سبتمبر 1982 في التشيك - ) هو لاعب كرة قدم تشيكي (وحمل سابقاً جنسية تشيكوسلوفاكيا) في مركز حراسة المرمى. شارك مع منتخب التشيك تحت 18 سنة لكرة القدم ومنتخب جمهورية التشيك تحت 21 سنة لكرة القدم. أما مع النوادي، فقد لعب مع زبرويوفكا برنو ونادي بادوفا ونادي روستوف ونادي ريجينا ونادي سلوفان ليبيريتس ونادي فينيزيا ونادي هيرنفين وFC Zlín ‏.

## روابط خارجية
- مارتن ليزال على موقع الاتحاد التشيكي (الإنجليزية)
- مارتن ليزال على موقع قاعدة بيانات كرة القدم.إي يو (الإنجليزية)
- مارتن ليزال على موقع عالم كرة القدم.نت (الإنجليزية)